# Plajan (Tambakboyo)
Plajan is een bestuurslaag in het regentschap Tuban van de provincie Oost-Java, Indonesië. Plajan telt 757 inwoners (volkstelling 2010).